# Landhaus Artur Robert Werner
Das Landhaus Artur Robert Werner liegt im Stadtteil Niederlößnitz der sächsischen Stadt Radebeul, in der Humboldtstraße 11.

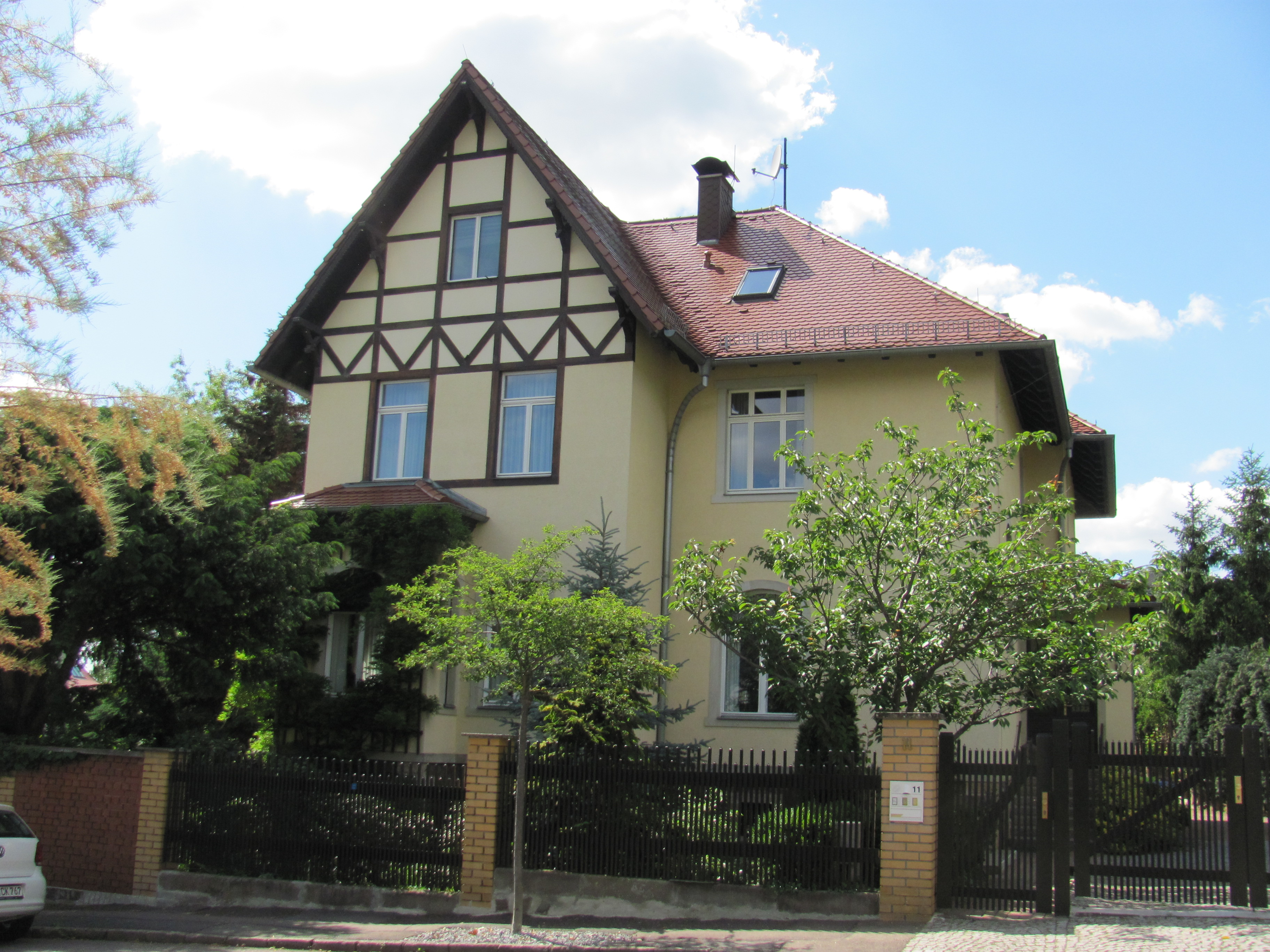
Humboldtstraße 11

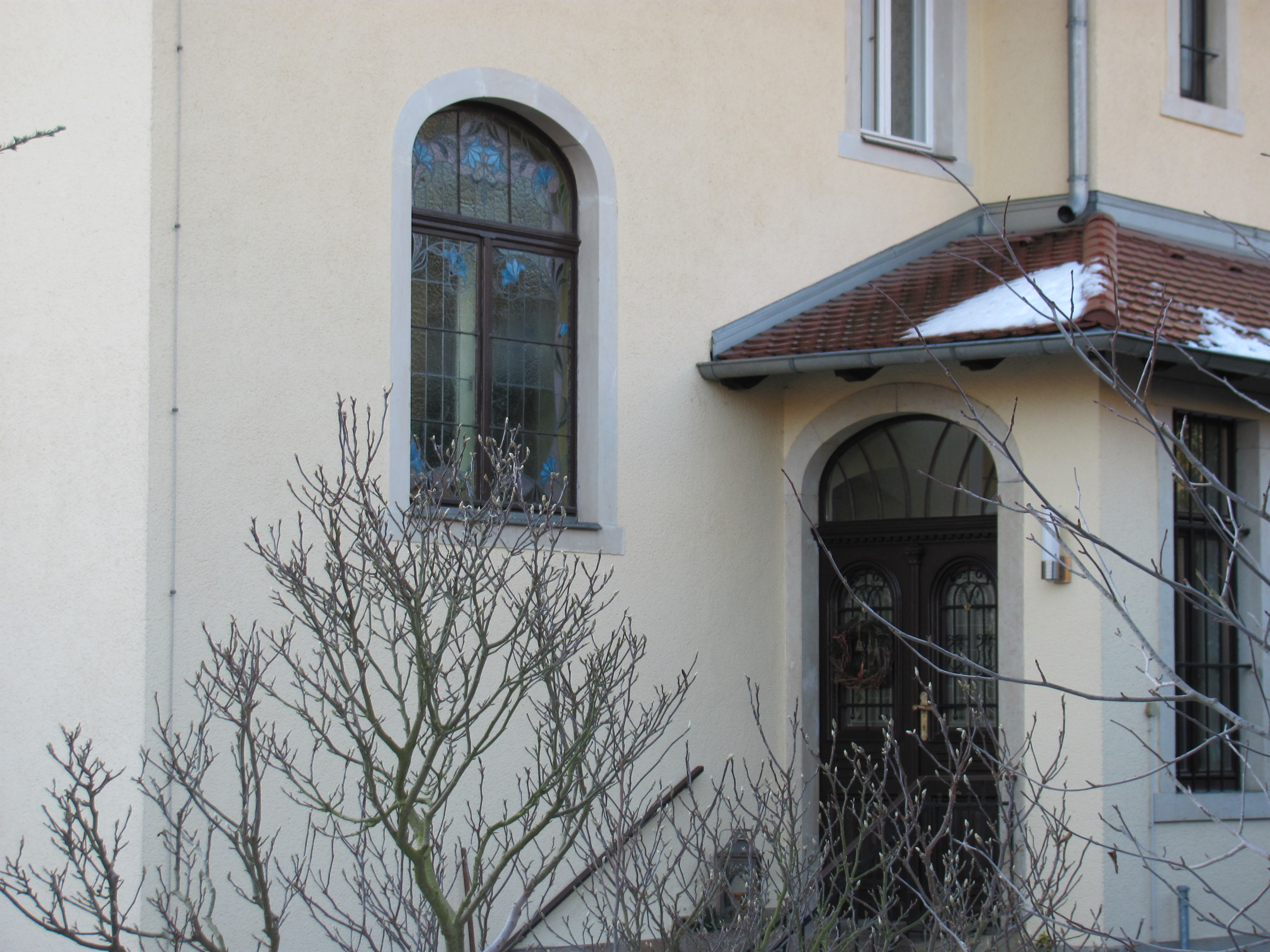
Humboldtstraße 11 Kunstglasfenster

## Beschreibung
Das zweigeschossige, unter Denkmalschutz stehende Landhaus steht auf einem Syenit-Bruchsteinsockel mit sandsteingefassten Ecken und kleinen Kellerfenstern. Es hat einen „malerisch bewegte[n] Grund- und Aufriss“ sowie ein überkragendes, ziegelgedecktes Walmdach.
In der asymmetrischen Straßenansicht nach Südosten steht links ein zweiachsiger Seitenrisalit mit einem eingeschossigen, einachsigen Standerker auf der linken Seite; darin befindet sich im Gegensatz zu den sonst meist rechteckigen Fenstern ein Korbbogenfenster. Dieses wird von einem Weinspalier umrahmt. Der Dreiecksgiebel des Risalits ist mit Zierfachwerk geschmückt. Direkt rechts neben dem Risalit in die Ecke der Rücklage gerückt befindet sich eine dritte Fensterachse, unten ebenfalls mit Korbbogenfenster. Die mögliche vierte Fensterachse ist nicht dargestellt, sondern bildet eine verputzte Fläche, die die Asymmetrie herstellt.
In der rechten Seitenansicht steht in der Durchfahrt nach hinten der eingeschossige Eingangsvorbau. Eine Freitreppe führt dort in das Hochparterre. In der linken Seitenansicht steht rechts zur Straße hin ebenfalls ein Seitenrisalit mit hohem Dreiecksgiebel, dessen Verdachung mit dem Straßenrisalit zusammen einen T-förmigen Kreuzfirst bildet. Auf der Rückseite ist zur Durchfahrt im Norden hin ein Eckrisalit herausgezogen, der im Dach durch ein niedrigeres Walmdach-Teilstück gedeckt wird. Vor der weiteren Gebäudekante steht ein eingeschossiger Verandavorbau.
Das Gebäude wird äußerlich als „ungewöhnlich schlichter, ornamentloser Putzbau“ stilisiert. Im Inneren hat sich ursprüngliches Inventar ebenso wie jugendstilige Farbverglasung erhalten.
Die Einfriedung besteht aus Holzzaunfeldern zwischen Backsteinpfeilern.

## Geschichte
Der Privatier Artur Robert Werner beantragte im Februar 1902 den Bau eines Wohnhauses, der Entwurf dazu stammte von dem Dresdner Architekten Hugo Göpfert. Nachdem am 1. April jenes Jahres die Baugenehmigung erteilt wurde, konnte die Bauvollendung gegen Ende September 1902 angezeigt werden.
Um 1913 erwarb Robert Werner das nur wenige Hundert Meter entfernt in den Weinbergen liegende Anwesen in der Finsteren Gasse 4.